# Ryksa von Polen
Ryksa von Polen (* 22. September 1013; † 21. Mai 1075) ist nach der Tradition der Name der Ehefrau von König Béla I. von Ungarn. Ihr Vorname ist allerdings nicht sicher überliefert.

## Biografie
Sie wurde als Tochter von Mieszko II. Lambert, dem König und Herzog von Polen, und seiner Ehefrau Ryksa von Lothringen geboren.
Zwischen 1039 und 1042 heiratete sie den späteren ungarischen König Béla I. Am  21. Mai 1075 verstarb Ryksa von Polen im Alter von 61 Jahren.

## Nachkommen
Das Paar hatte mindestens zwei Söhne, Géza I. (* 1044/45, † 1077) und Ladislaus I., den Heiligen (* 1048, † 1095), die ihrem Vater als Könige von Ungarn folgten. Über die Zahl der Töchter besteht Unklarheit. Unstrittig als Töchter Belas sind Sophia († 1095, ⚭ 1. Ulrich I., Markgraf von Krain, 2. Magnus, Herzog von Sachsen), Euphemia († 1111, ⚭ Fürst Otto I. von Mähren), Helena († 1095, ⚭ König Zvonimir von Kroatien) und eine weitere Tochter, die mit Graf Lambert von Hontpázmány verheiratet war. Unsicherheit dagegen herrscht über eine traditionell Maria genannte Tochter, die mit Andronikos Dukas, dem Mitkaiser von Byzanz, verheiratet gewesen sein soll, und Lanka, die Ehefrau von Rostislaw Wladimirowitsch von Tmutarakan. Ein Teil der Töchter und der dritte Sohn, Lambert, Herzog von Südungarn († 1095), werden teilweise auch einer zweiten Ehe Belas mit Tuta von Formbach zugeschrieben, die jedoch historisch fragwürdig ist.